# مركز كينيدي للفضاء

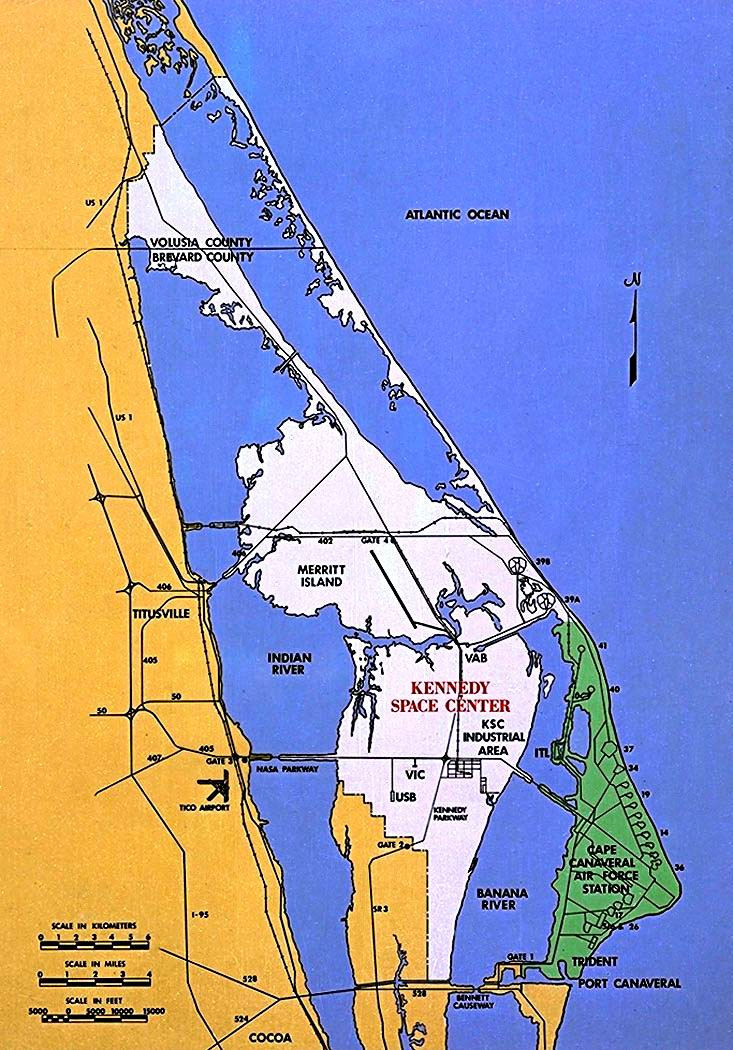
مركز كينيدي للفضاء على جزيرة ميريت، شرق فلوريدا.

مركز كينيدي للفضاء (بالإنجليزية: Kennedy Space Center)‏ هو مركز الفضاء الذي أنشأته حكومة الولايات المتحدة الأمريكية لغرض إطلاق الصواريخ المأهولة برواد الفضاء. وعمل المركز كأحد ثلاثة قواعد لمكوك الفضاء الأمريكي، كما تجري ناسا عمليات إطلاق صواريخ غير مأهولة من قاعدة القوات الجوية في كيب كانافيرال. وقد أقلعت جميع رحلات الفضاء المأهولة الأمريكية من مركز كينيدي للفضاء منذ عام 1968. وبوجد به رابع أكبر مبنى في العالم وهو مبنى تجهيز الصواريخ ساتورن 5 وغيره.

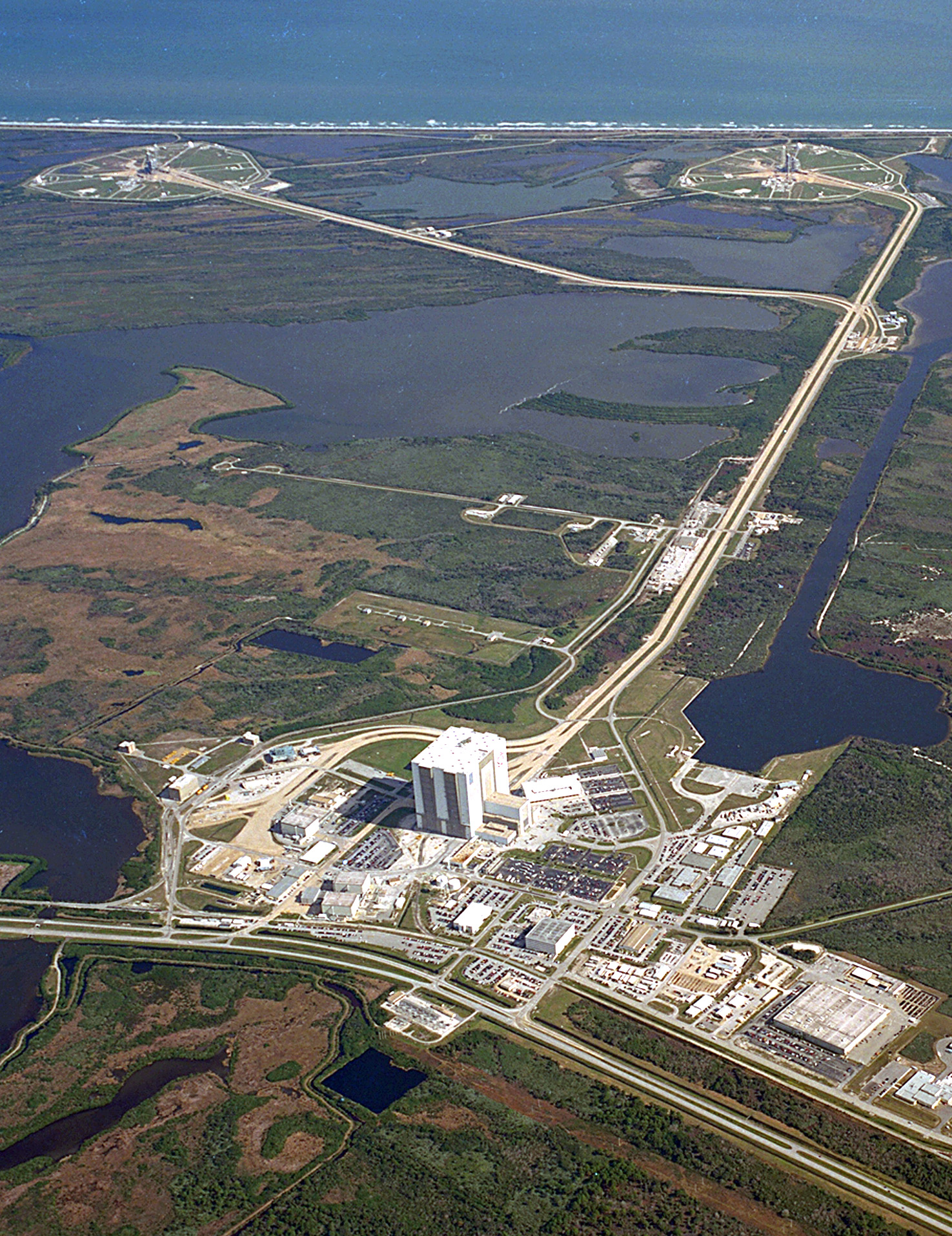
مبنى إعداد الصواريخ وترى في الخلف المنصتان 39A و 39B.

## التشكيل
كان الجيش الأمريكي يقوم بعمليات الإطلاق منذ عام 1949 بالمكان الذي سيُصبح قاعدة كيب كانافيرال للقوات الجوية. وفي ديسمبر عام 1959، نقلت وزارة الدفاع الأمريكية 5000 فرد بالإضافة إلى مختبر إطلاق الصواريخ إلى وكالة ناسا ليصبح إدارة عمليات الإطلاق التابعة لمركز مارشال لبعثات الفضاء بوكالة ناسا.
تطلب تحقيق هدف الرئيس الأمريكي جون ف. كينيدي في عام 1961 بإرسال بعثة مأهولة للهبوط على سطح القمر، بحلول عام 1970، توسيعات في عمليات الإطلاق. وفي الأول من يوليو عام 1962، انفصلت إدارة عمليات الإطلاق عن مركز مارشال لبعثات الفضاء (MSFC) لتصبح مركز عمليات الإطلاق (LOC). كانت قاعدة كيب كانافيرال أيضًا غير مناسبة لاستضافة تصميم منشأة إطلاق جديدة، لازمة لإطلاق الصاروخ العملاق ساتورن 5، الذي يبلغ طوله 111 مترًا، ويُطلق قوة دفع مقدارها 33000 كيلونيوتن، والذي ستُجمَّع أجزاؤه عموديًا في حظيرة صواريخ عملاقة ليُنقل بعدها على متن منصة متنقلة إلى منصات إطلاق متعددة.
بدأت ناسا في الاستحواذ على الأرض المُخصصة للمشروع في عام 1962، واشترت حق امتلاك مساحة من الأرض تبلغ 340 كيلومترًا مربعًا وأجرت مفاوضات مع ولاية فلوريدا على امتلاك مساحة إضافية تبلغ 230 كيلومترًا مربعًا. صُممت المباني الرئيسية بالمنطقة الصناعية الخاصة بمركز كينيدي للفضاء بواسطة المعماري تشارلز لاكمان. بدأت أعمال التشييد في نوفمبر عام 1962، زار الرئيس كينيدي الموقع مرتين في عام 1962، ومرةً أخرى قبل اغتياله بأسبوع يوم 22 نوفمبر عام 1963.
في يوم 29 نوفمبر عام 1963، أمر الرئيس الأمريكي ليندون جونسون بإطلاق الاسم الحالي على المنشأة بالأمر التنفيذي رقم 11129. ضم أمر الرئيس جونسون كلًا من مركز عمليات الإطلاق المدني وقاعدة كيب كانافيرال العسكرية، «منشآت المحطة رقم 1 الخاصة بميدان صواريخ الأطلسي» تحت اسم «مركز جون إف. كينيدي للفضاء»، ما سبب بعض الارتباك في أذهان الشعب نتيجةً لدمج هاتين الجهتين. وضح مدير وكالة ناسا جيمس إي. ويب هذا الأمر عن طريق إصدار تصريح إداري ينص على تسمية مركز عمليات الإطلاق فقط بالاسم مركز كينيدي للفضاء، بينما أصدرت القوات الجوية أمرًا عامًا بإعادة تسمية موقع الإطلاق العسكري إلى قاعدة كيب كانافيرال للقوات الجوية.

## الموقع
يوجد هذا المركز بجزيرة ميريت (فلوريدا)، عند شمال إلى شمال غرب رأس كانافيرال على المحيط الأطلسي، في منتصف الطريق بين مدينة ميامي ومدينة جاكسونفيل على الساحل الفضائي لولاية فلوريدا شرق مدينة أورلاندو. يبلغ طول المركز 55 كيلومترًا ويبلغ عرضه تقريبًا 9.7 كيلومتر، ويغطي مساحة 570 كيلومترًا مربعًا. يعتبر مركز كينيدي للفضاء وجهةً سياحيةً مركزيةً في ولاية فلوريدا ويوجد على مسافة ساعة واحدة بالسيارة من مدينة أورلاندو.
بسبب وجود أغلب أعمال البناء والتركيب في منطقة محددة، إذ كانت المساحة المُطورة من أرض الموقع تمثل 9% فقط، استُخدم الموقع ليكون محميةً للحياة البرية المهمة؛ وتعتبر بحيرة موسكيتو، والنهر الهندي، والملجأ الوطني للحياة البرية بجزيرة ميريت، وشاطئ كانافيرال الوطني ضمن المعالم الأخرى لهذه المنطقة. يمكن أن يقابل العاملون بالمركز العقبان الصلعاء، والقواطير الأمريكية، والخنازير البرية، والأفاعي المجلجلة الشرقية ذات الظهر الماسي، وخراف بحر فلوريدا.

## البرامج التاريخية

### برنامج أبولو
نُفذت 13 عملية إطلاق للصاروخ ساتورن 5 في الفترة بين عامي 1967 حتى 1973، بما يشمل عمليات برنامج أبولو العشر المتبقية بعد عملية أبولو 7. كان أول إطلاق صاروخي بمركز كينيدي للفضاء في أول رحلة من رحلتي أبولو 4 (أبولو ساتورن 501) غير المأهولتين. وكان أول إطلاق فضائي لبعثة مأهولة على متن الصاروخ ساتورن 5 في يوم 21 ديسمبر عام 1968، وكانت بعثة أبولو 8 للدوران حول القمر. اختبرت البعثتان التاليتان الوحدة القمرية: أبولو 9 (في المدار الأرضي) وأبولو 10 (في المدار القمري). أُطلقت بعثة أبولو 11 من المنصة «إيه» يوم 16 يوليو عام 1969، التي حققت أول هبوط بشري على سطح القمر في يوم 20 يوليو نفس العام. وأُطلقت بعثة أبولو 12 بعدها بمدة أربعة أشهر. ومنذ عام 1970 حتى عام 1972، انتهى برنامج أبولو الفضائي بمركز كينيدي للفضاء، مع إطلاق البعثات من أبولو 13 إلى أبولو 17.

### سكاي لاب
في يوم 14 مايو عام 1973، وضع آخر إطلاق للصاروخ ساتورن 5، من المنصة 39 إيه، محطة سكاي لاب الفضائية في مدارها. وفي ذلك الوقت، أُخرجت منصات المركز، من المنصة 34 إلى المنصة 37، التي استخدمها الصاروخ ساتورن 1 ب، من الخدمة، ولهذا، عُدلت المنصة 39 بي لتستوعب الصاروخ ساتورن 1ب، واستُخدمت في إطلاق ثلاث بعثات مأهولة إلى محطة سكاي لاب في تلك السنة، بالإضافة إلى إطلاق آخر مركبة فضائية من نوع أبولو في مشروع أبولو سويوز التجريبي عام 1975.

### المكوك الفضائي
استقبلت وكالة ناسا اقتراحات لبناء منصات إطلاق وهبوط بديلة، بينما كان المكوك الفضائي قيد التصميم، في مناطق أخرى غير مركز كينيدي للفضاء، التي استدعت الدراسة. حظي مركز كينيدي للفضاء بمزايا هامة، بما يشمل منشآته القائمة، وموقعه عند الممر المائي الساحلي، ووجوده عند خط العرض الجنوبي، ما يعطي ميزة السرعة للمهمات المُطلقة إلى المدارات شبه الاستوائية الشرقية. وتتضمن عيوب استخدام هذا المركز: عدم قدرته على إطلاق المهام العسكرية بأمان إلى المدار القطبي، إذ ستتوقف المعززات الصاروخية المُنهكة غالبًا فوق ولايتي كارولاينا أو دولة كوبا؛ والتآكل بفعل الهواء المحمل بالملح والطقس العاصف والغائم في أغلب الأحيان. أعلنت ناسا في أبريل عام 1972 عن استخدام مركز كينيدي للفضاء في بعثات المكوك، على الرغم من تفكيرها جديًا في بناء موقع جديد بميدان صواريخ وايت ساندز في ولاية نيو مكسيكو. كان إطلاق المكوك الفضائي كولومبيا يوم 12 أبريل عام 1981، في رحلته المدارية الأولى إس تي إس-1، أول بعثة مأهولة تطلقها وكالة ناسا دون أن تُختَبر أولًا عن طريق عمليات الإطلاق غير المأهولة؛ لأن المكوك الفضائي غير قادر على الهبوط آليًا أو عن طريق التحكم عن بعد.
في عام 1976، كانت منطقة الوقوف الجنوبية بمبنى تجهيز المركبات (VAB) موقعًا لمعرض «أمريكا في قرنها الثالث»، وهو معرض للعلوم والتقنية بغرض إحياء احتفالات الذكرى المئوية الثانية للولايات المتحدة. وتزامنًا مع هذا الحدث، رُسم العلم الأمريكي على الجانب الجنوبي من مبنى تجهيز المركبات. وخلال أواخر سبعينيات القرن العشرين، أُعيد تركيب مجمع الإطلاق رقم 39 (LC-39) لدعم المكوك الفضائي. شُيدت منشأتا معالجة للمكوك بالقرب من مبنى تجهيز المركبات باعتبارهما حظائر للمكوك، مع إضافة المنشأة الثالثة في ثمانينيات القرن العشرين.
كانت منشأة هبوط المكوك (SLF) -ذات مدرج الهبوط بطول 4.7 كيلومتر، الخاصة بمركز كينيدي للفضاء- موقعَ الهبوط الرئيسي بعد إنهاء المكوك مهمته، على الرغم أن أول هبوط للمكوك بالمركز لم يُنفذ حتى الرحلة العاشرة، عندما أكمل مكوك تشالنجر الفضائي البعثة إس تي إس-41-بي يوم 11 فبراير عام 1984؛ إذ كان موقع الهبوط قبل ذلك في قاعدة إدواردز الجوية بولاية كاليفورنيا، واستُخدمت بعد ذلك لتكون موقع هبوط احتياطيًا. قدمت منشأة هبوط المكوك أيضًا خيار العودة إلى موقع الإطلاق (RTLS) لإلغاء المهمة، الذي لم يُستخدم قط حتى نهاية البرنامج. تعد منشأة هبوط المكوك ضمن مدارج الهبوط الأطول في العالم.

## أعلام
- روجر بي. شافي